# 六甲區

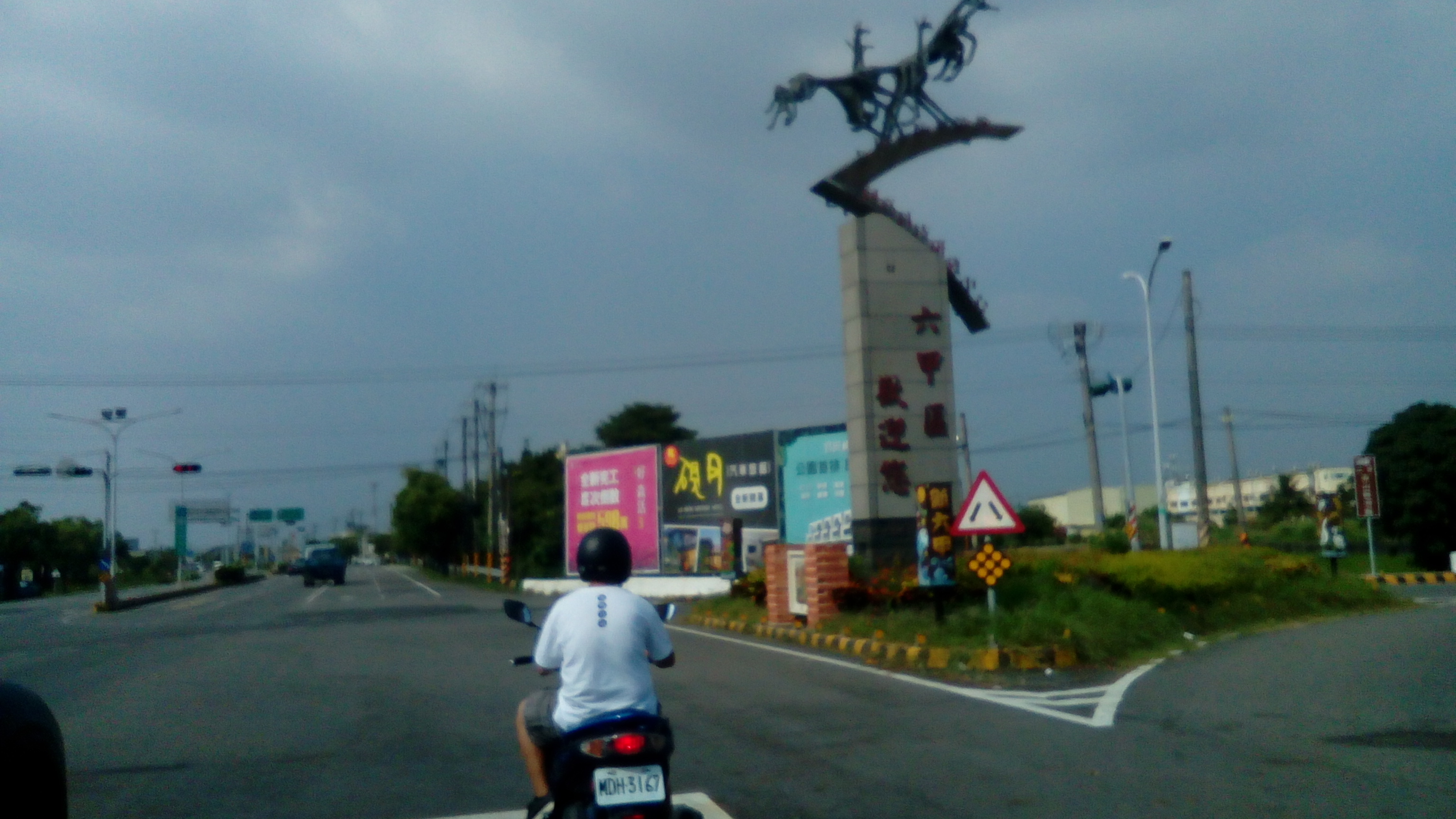
六甲區地標

23°13′54″N 120°20′50″E / 23.2317771°N 120.3472013°E
六甲區，前身「六甲鄉」，位於臺灣臺南市中央偏北部，北臨柳營區、東山區，東鄰楠西區，西臨下營區，南接官田區、大內區。屬於大曾文地區的一部分。本區呈東西寬南北窄的長條形，東半部屬阿里山山脈的一部分，地勢較為崎嶇，西半部則屬嘉南平原，地勢平坦，氣候屬熱帶季風氣候。

## 歷史
六甲區的地名由來與拓墾時期的土地面積計算有關。明鄭時期，鄭成功部將陳永華招募開墾此地，先後開闢了二甲、三甲、四甲、五甲、六甲、七甲等不同面積的土地，並以此為村名。
1897年日治時期初期一度成立六甲辦務署，轄區約為今柳營、下營、麻豆、六甲、官田、大內等區範圍。1901年至1920年的日治中期再度設六甲支廳於鹽水港廳、臺南廳之下，以六甲為行政中心而得名，轄六甲區、官佃區、內庄區，約為今六甲、官田、大內三區。1920年實行五州制，成立六甲庄，隸臺南州曾文郡管轄，與六甲區範圍相當。戰後再改為臺南縣六甲鄉，2010年12月25日改稱六甲區。
六甲區境內有多處聚落，其中以林鳳營最著名，名氣甚至遠高於六甲區本身。此係林鳳營以鮮乳產地著稱，且縱貫鐵路設有林鳳營車站之緣故。

## 人口
根據臺南市官田戶政事務所統計，2024年底六甲區戶數約8.4千戶，人口約2.1萬人，區內人口最多與最少的里分別是二甲里與大丘里，2024年底兩里人口分別為3,903人與557人。

## 政治

### 歷任首長

#### 鄉長
| 屆次 | 姓名   | 備註 |
| ---- | ------ | ---- |
| 1    | 柯雲龍 |      |
| 2    | 顏慶鐘 |      |
| 3    | 柯雲龍 |      |
| 3    | 黃謀義 | 補選 |
| 4    | 李四郎 |      |
| 5    | 林德祥 |      |
| 6    | 林德祥 |      |
| 7    | 陳昭賜 |      |
| 8    | 陳昭賜 |      |
| 9    | 陳金水 |      |
| 10   | 陳金水 |      |
| 11   | 黃茂良 |      |
| 12   | 黃茂良 |      |
| 13   | 尤榮智 |      |
| 14   | 尤榮智 |      |
| 15   | 沈進忠 |      |
| 15   | 顏振標 | 代理 |

#### 區長
| 任次 | 姓名   | 備註 |
| ---- | ------ | ---- |
| 1    | 顏振標 |      |
| 2    | 蔡秀琴 |      |
| 3    | 陳啓榮 |      |

### 區政組織
六甲區公所是臺南市政府在六甲區的派出機關，在中華民國政府架構中為市政府綜理區政的執行機關，上級業務監督機關為臺南市政府。区长由市長任命，其任期為無任期保障。在區長及主任秘書之下，設有4課3室等7個內部單位。

### 行政區
現今官田區行政範圍的確立，來自於1920年，日本將臺灣十二廳改為五州二廳，設六甲庄屬臺南州曾文郡。六甲庄轄六甲、二甲、七甲、水漆林、中社、港子頭、林鳳營、龜子港、菁埔、王爺宮、水流東、九重橋、大丘園、南勢坑等14個大字。1946年，改為「六甲鄉」，屬臺南縣曾文區。1950年，裁撤區署，六甲鄉改直隸於臺南縣。2010年，臺南縣市合併改制為直轄市，六甲鄉改制為市轄區「六甲區」，隸屬臺南市。
| 六甲區行政區劃 |        |      |        |      |        |
|                |        |      |        |      |        |
| 編號           | 里名   | 編號 | 里名   | 編號 | 里名   |
| 1              | 菁埔里 | 2    | 龜港里 | 3    | 中社   |
| 4              | 水林里 | 5    | 二甲里 | 6    | 七甲里 |
| 7              | 六甲里 | 8    | 甲南里 | 9    | 甲東里 |
| 10             | 王爺里 | 11   | 大丘里 |      |        |

2018年1月29日因里鄰調整，將龍湖里併入七甲里。

## 教育

### 國民中學
- 臺南市立六甲國民中學

### 國民小學
- 臺南市六甲區六甲國民小學
- 臺南市六甲區林鳳國民小學
- 臺南市六甲區嘉南國民小學

## 交通

### 鐵路
臺灣鐵路公司
- 縱貫線：林鳳營車站

### 公路
- 國道三號（福爾摩沙高速公路）
  - 烏山頭交流道（329）
- 台1線
- 市道165號：柳營區－六甲區－官田區
- 市道174號：下營區－六甲區－東山區橫路
- 南118線

### 客運
- 大台南公車[12]

| 編號              | 路線                                           | 營運單位          | 備註                                                                           |
| ----------------- | ---------------------------------------------- | ----------------- | ------------------------------------------------------------------------------ |
| 黃幹線            | 白河－新營－柳營－下營－麻豆轉運站             | 新營客運 興南客運 | - 部分班次繞駛白河商工。                                                       |
| 黃幹線 區間車(南) | 新營－柳營－下營－麻豆轉運站                   | 新營客運          |                                                                                |
| 黃1               | 新營－柳營－林鳳營火車站－六甲                 | 新營客運          | - 部分班次延駛至新營轉運站、台南藝術大學。                                     |
| 黃2               | 新營－柳營－林鳳營火車站－六甲－王爺宮         | 新營客運          | - 部分班次延駛至西口小瑞士。                                                   |
| 黃2區間車         | 林鳳營火車站－六甲－王爺宮                     | 台一大車隊        | - 部分班次延駛至西口小瑞士。 - 全線使用小黃公車營運。                          |
| 黃2-1             | 柳營奇美醫院－林鳳營火車站－菁埔里菁埔寮       | 台一大車隊        | - 全線使用小黃公車營運，採預約制發車。                                         |
| 黃4               | 新營－柳營－二重溪－果毅後－六甲               | 新營客運          | - 部分班次延駛至新營轉運站。 - 除06:00六甲發車班次，其餘班次繞駛柳營奇美醫院。 |
| 黃16              | 白河國中－白河－東山－六甲－隆田火車站         | 新營客運          |                                                                                |
| 黃20              | 麻豆轉運站－下營－林鳳營火車站                 | 興南客運 皇冠交通 | - 4班次使用小黃公車營運。                                                      |
| 橘4-1             | 善化轉運站－官田工業區－六甲                   | 興南客運          |                                                                                |
| 橘5               | 善化轉運站－官田遊客中心－六甲                 | 興南客運          |                                                                                |
| 橘10              | 大地莊園－麻豆轉運站－隆田火車站－台南藝術大學 | 興南客運          |                                                                                |
| 橘10區間車(2)     | 大地莊園－麻豆轉運站－隆田火車站－六甲         | 興南客運          | - 大地莊園06:55開車，於六甲08:05折返。                                         |
| 橘10區間車(3)     | 麻豆轉運站－隆田火車站－六甲                   | 興南客運          |                                                                                |
| 橘10-1            | 新樓醫院－麻豆轉運站－隆田火車站－六甲         | 皇冠交通          | - 平日部分班次繞駛曾文市政願景園區。 - 全線使用小黃公車營運。                  |

### 公共自行車
臺南市YouBike 2.0於2023年2月23日正式營運，截至2023年11月3日於六甲區內設置3處站點。

## 旅遊

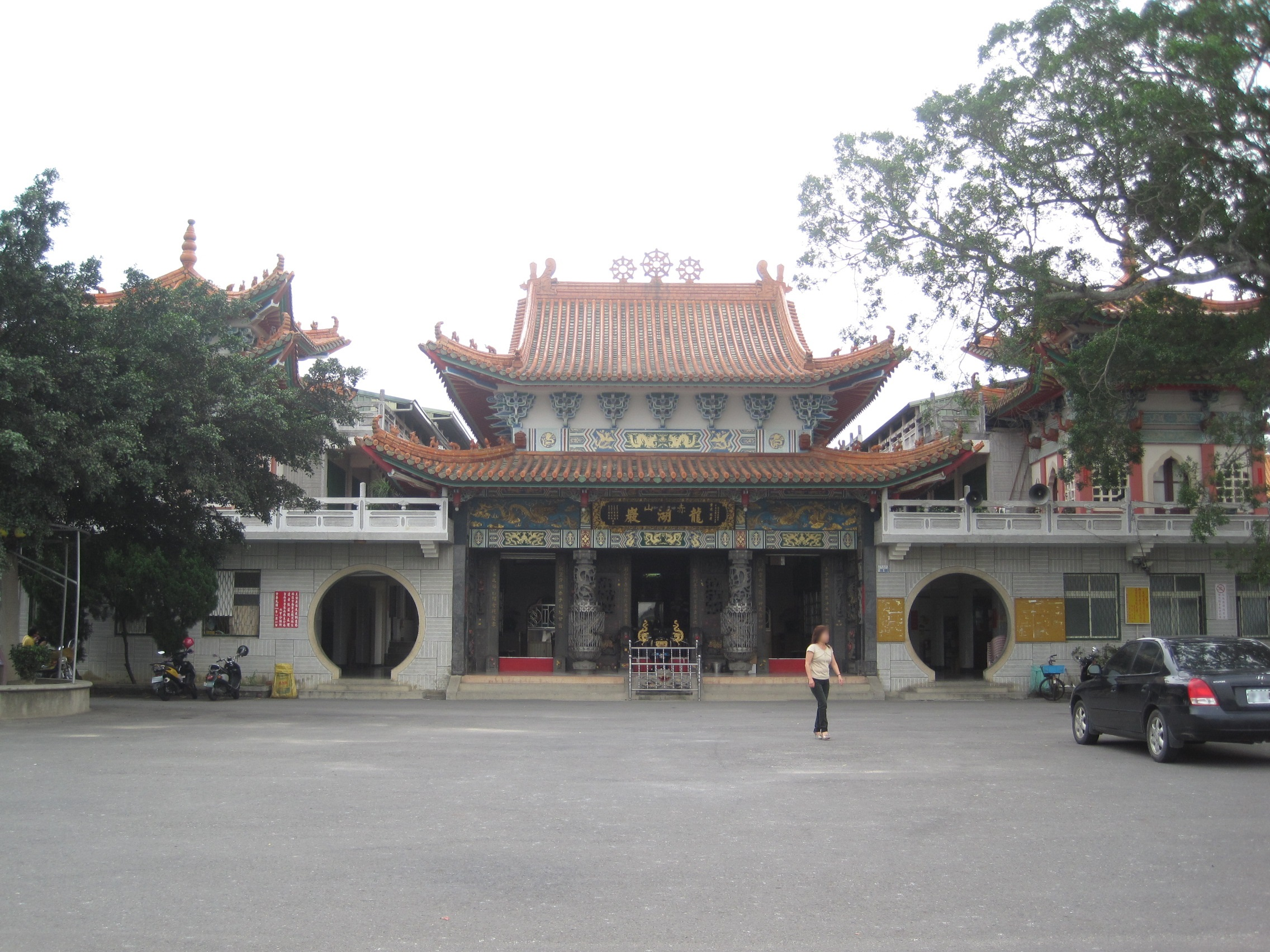
赤山龍湖巖

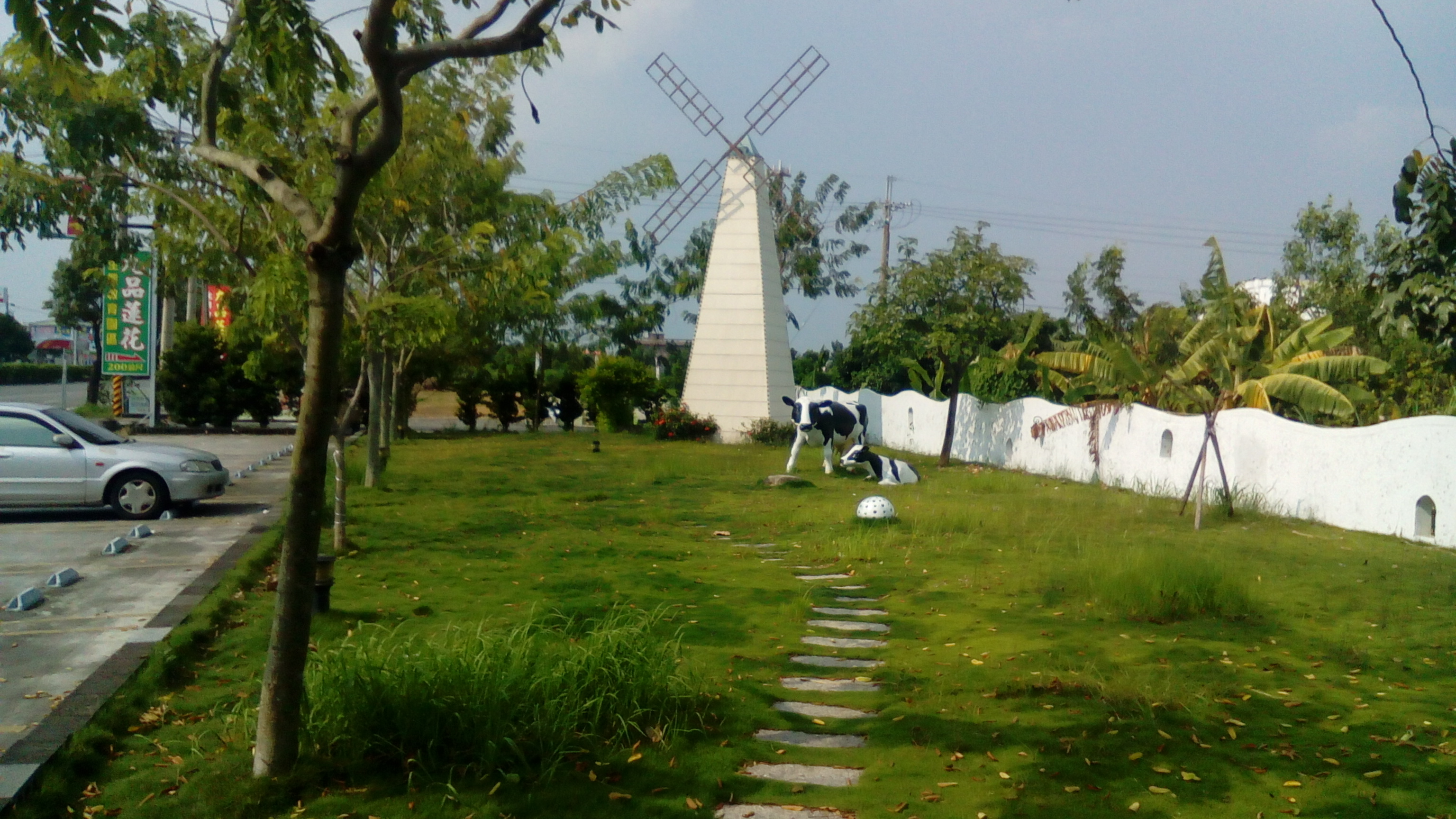
7-ELEVEn林鳳營門市之庭園

- 西拉雅國家風景區
- 林鳳營車站
- 林鳳營牧場
- 赤山龍湖巖
- 六甲蓮台山鎮南宮仙公廟
- 烏山頭遺址
- 烏山頭水庫
- 九品蓮花生態教育園區
- 蓮花世界
- 居廣陶園區
- 蘭都觀光工廠
- 六甲區運動公園
- 六甲落羽松森林
- 林鳳營故事館
- 菁埔埤
- 六甲夜市
- 夢之湖
- 六甲水流東
- 居廣陶
- 居廣居
- 六甲恒安宮
- 六甲王爺宮
- 甲東代天府
- 赤山龍湖巖

## 特產
有稻米、龍眼、洋菇、破布子、桂竹、芒果、蓮子、菱角等農作物，另外還有豆菜麵、羅李亮（山刺果）冰、炸蟋蟀、狗母魚羹等小吃。

## 外部連結
- 六甲區公所 （页面存档备份，存于）